# Rodd vid olympiska sommarspelen 1952
Rodd vid olympiska sommarspelen 1952 avgjordes i Helsingfors i Finland.

## Medaljörer
| Event                         | Guld | Silver | Brons |
| Singelsculler Detaljer...     | Juri Tjukalov (URS) | Mervyn Wood (AUS) | Teodor Kocerka (POL) |
| Dubbelsculler Detaljer...     | Tranquilo Cappozzo och Eduardo Guerrero (ARG)                                                                                             | Georgij Zjylin och Igor Jemtjuk (URS) | Miguel Seijas och Juan Rodríguez (URU) |
| Tvåa utan styrman Detaljer... | Charles Logg och Thomas Price (USA) | Michel Knuysen och Bob Baetens (BEL) | Kurt Schmid och Hans Kalt (SUI) |
| Tvåa med styrman Detaljer...  | Frankrike Raymond Salles Gaston Mercier Bernard Malivoire                                                                                 | Tyskland Heinz Manchen Helmut Heinhold Helmut Noll | Danmark Svend Pedersen Poul Svendsen Jørgen Frantzen                                                                                      |
| Fyra utan styrman Detaljer... | Jugoslavien Duje Bonačić Velimir Valenta Mate Trojanović Petar Šegvić                                                                     | Frankrike Pierre Blondiaux Jean-Jacques Guissart Marc Bouissou Roger Gautier                                                                               | Finland Veikko Lommi Kauko Wahlsten Oiva Lommi Lauri Nevalainen                                                                           |
| Fyra med styrman Detaljer...  | Tjeckoslovakien Karel Mejta Jiří Havlis Jan Jindra Stanislav Lusk Miroslav Koranda                                                        | Schweiz Rico Bianchi Karl Weidmann Heinrich Scheller Émile Ess Walter Leiser                                                                               | USA Carl Lovsted Al Ulbrickson Richard Wahlstrom Matt Leanderson Al Rossi                                                                 |
| Åtta med styrman Detaljer...  | USA Frank Shakespeare William Fields James Dunbar Richard Murphy Robert Detweiler Henry Procter Wayne Frye Edward Stevens Charles Manring | Sovjetunionen Jevgenj Brago Vladimir Rodimusjkin Aleksei Komarov Igor Borisov Slava Amiragov Leonid Gissen Jevgenj Samsonov Vladimir Kryukov Igor Poljakov | Australien Bob Tinning Ernest Chapman Nimrod Greenwood David Anderson Geoff Williamson Mervyn Finlay Edward Pain Phil Cayzer Tom Chessell |

## Medaljtabell
| Pl. | Nation          | Guld | Silver | Brons | Totalt |
| --- | --------------- | ---- | ------ | ----- | ------ |
| 1   | USA             | 2    | 0      | 1     | 3      |
| 2   | Sovjetunionen   | 1    | 2      | 0     | 3      |
| 3   | Frankrike       | 1    | 1      | 0     | 2      |
| 4   | Argentina       | 1    | 0      | 0     | 1      |
| 4   | Jugoslavien     | 1    | 0      | 0     | 1      |
| 4   | Tjeckoslovakien | 1    | 0      | 0     | 1      |
| 7   | Schweiz         | 0    | 1      | 1     | 2      |
| 7   | Australien      | 0    | 1      | 1     | 2      |
| 9   | Belgien         | 0    | 1      | 0     | 1      |
| 9   | Tyskland        | 0    | 1      | 0     | 1      |
| 11  | Polen           | 0    | 0      | 1     | 1      |
| 11  | Uruguay         | 0    | 0      | 1     | 1      |
| 11  | Danmark         | 0    | 0      | 1     | 1      |
| 11  | Finland         | 0    | 0      | 1     | 1      |